# Loi marocaine no 13-99
 (mars 2025).
Motif : pas de sources secondaires centrées sur la loi elle-même, ses conséquences sont exposées dans l'article Office marocain de la propriété industrielle et commerciale
- Archive Wikiwix
- Bing
- Cairn
- DuckDuckGo
- E. Universalis
- Gallica
- Google
- G. Books
- G. News
- G. Scholar
- Persée
- Qwant
- (zh) Baidu
- (ru) Yandex
- (wd) trouver des œuvres sur Wikidata

| 1. | Préciser le motif de la pose du bandeau. | Précisez le motif de la pose du bandeau en utilisant la syntaxe suivante : {{admissibilité à vérifier\|date=mars 2025\|motif=remplacez ce texte par le motif}}                              |
| 2. | Informer les utilisateurs concernés.     | Pensez à avertir le créateur de l'article, par exemple, en insérant le code ci-dessous sur sa page de discussion : {{subst:avertissement admissibilité à vérifier\|Loi marocaine no 13-99}} |

Lire en ligne

pdf B.O. n° 4778

Au Maroc, la loi n° 13-99 est le texte législatif créant l'office marocain de la propriété industrielle et commerciale et fixant sa composition et ses compétences.